# Тролза-5275 «Оптима»
Тролза-5275 «Оптима» — семейство российских троллейбусов большой вместимости для внутригородских пассажирских перевозок, производившееся с 2003 года по 2019 год на ЗАО «Тролза». Разработано на базе модели ТролЗа-5275.00, выпускавшейся с 1999 по 2005 год.

## Описание

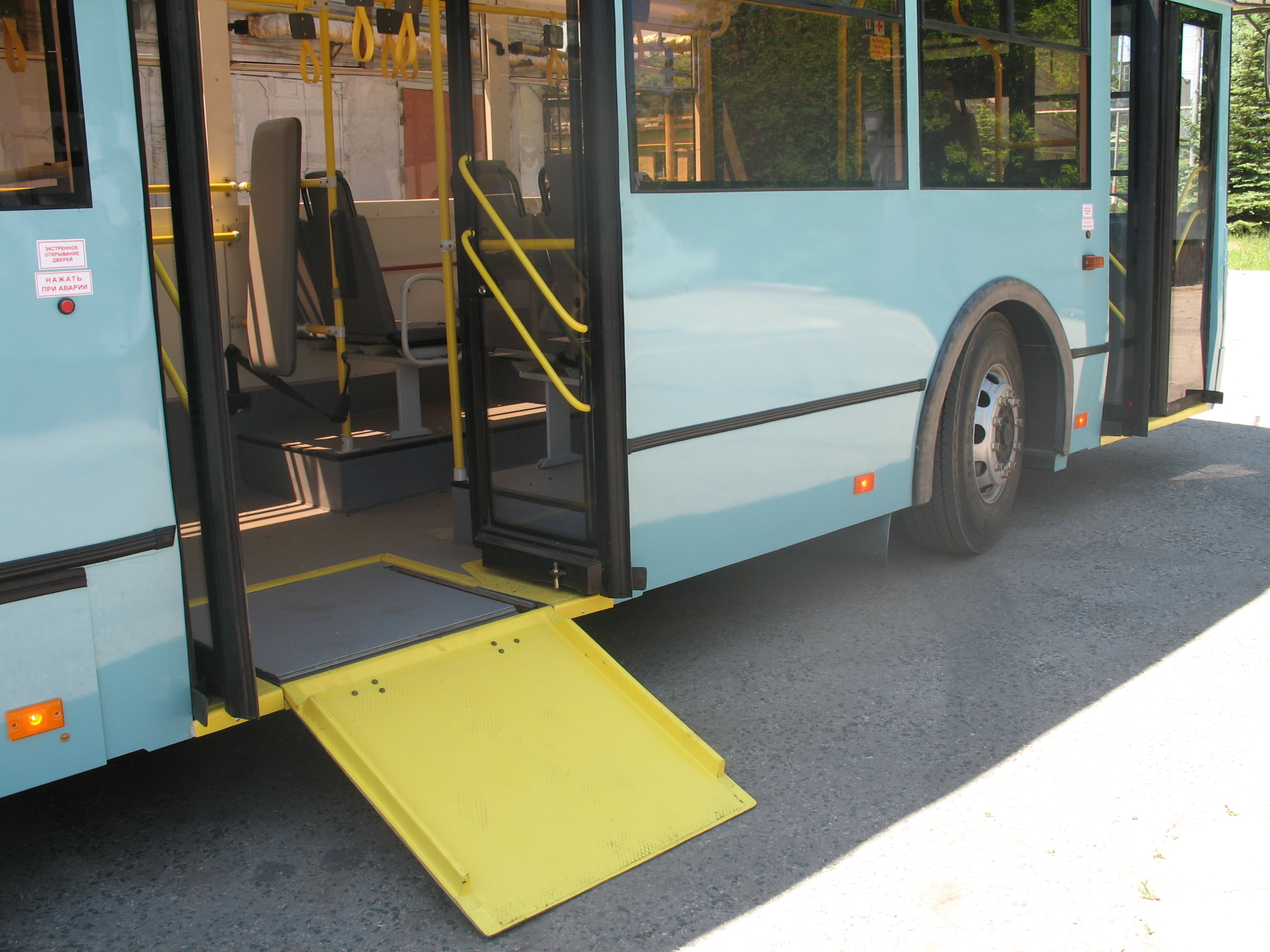
Откидная аппарель

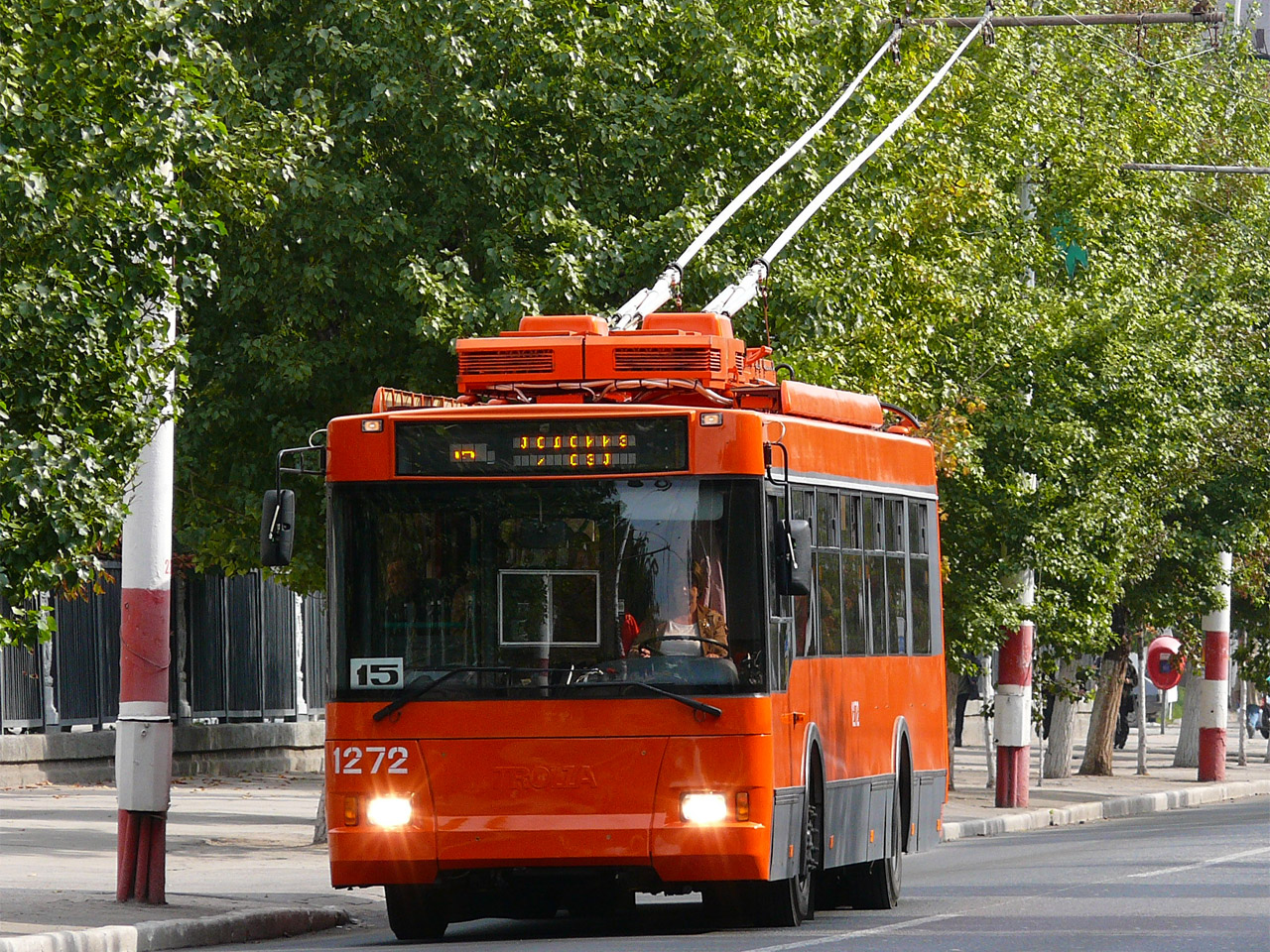
«Оптима» в Саратове

## Модификации
- Тролза-5275.03 - выпускался с июня 2011 года. Полунизкопольный троллейбус с низким уровнем пола в передней и средней частях салона и откидным пандусом для заезда инвалидов-колясочников. Автономный ход отсутствует. В салоне установлено 24 сидячих места, по желанию заказчика предусмотрена установка отдельного места для кондуктора. Модель 2013 года отличается от моделей 2015, 2016 и 2018 года
- Тролза-5275.05 - выпускался с 2003 по 2009 год. Высокопольная модификация троллейбуса с пониженным уровнем пола в передней и средней частях салона. От модификации Тролза-5275.03 отличается выносом большей части электрооборудования на крышу — контейнера с пусковых реостатов БСР5-1 и БСР6-1 (для их естественного охлаждения), группового реостатного контроллера, статического преобразователя ИПТ 820/28-160, необходимого для преобразования высокого напряжения с контактной сети в низкую для питания низковольтных сетей троллейбуса и радиореакторов, находящихся в закрытом в контейнере у штанг (выполняют функцию подавления помех радиосвязи). Аварийным автономным ходом оснащены лишь поздние экземпляры 2009 года выпуска. В салоне установлено 24 сидячих мест (в модификации под АСКП — 20 мест).
- Тролза-5275.06 - выпускался только в 2009 году. Пересертифицированный вариант модификации Тролза-5275.05. Оснащены аварийным автономным ходом до 0,5-2 км.
- Тролза-5275.07 - выпускался с 2009 по 2013 год. Пересертифицированный вариант модификации Тролза-5275.06. В сентябре 2012 года в основе этой модификации построен один электробус с динамической подзарядкой, оснащенный литий-ионными аккумуляторами, запас автономного хода которого составляет 30 км.

## Недостатки
- Как и в случае с Тролза-5275.00, при аварии разбитые вклеенные панорамные лобовые стёкла заменяли на меньшие по размеру стёкла, что значительно изменяло внешний вид троллейбуса.

## Эксплуатирующие города
Модели троллейбуса Тролза-5275.03 «Оптима», Тролза-5275.05 «Оптима», Тролза-5275.06 «Оптима», Тролза-5275.06/.07 «Оптима» и Тролза-5275.07 «Оптима» можно встретить во многих городах России, а также в Абхазии/Грузии, Аргентине, Болгарии, Киргизии, Таджикистане и Сербии.
Около двух третей выпущенных машин были поставлены всего лишь в семь городов: Казань (18 %); Москву (15 %); Саратов, Саранск, Волгоград и Новосибирск (по 6 %); Душанбе (5 %).
| Страна                     | Город           | Эксплуатирующая организация                                            | Модификация             | Количество                                              |
| Республика Абхазия/ Грузия | Сухум           | Сухумский троллейбус                                                   | ТролЗа-5275.07 «Оптима» | 5 единиц                                                |
| Аргентина                  | Кордова         | TAMSE                                                                  | ТролЗа-5275.03 «Оптима» | 5 единиц                                                |
| Болгария                   | Пазарджик       | Пазарджикский троллейбус                                               | ТролЗа-5275.05 «Оптима» | 1 единица                                               |
| Кыргызстан                 | Бишкек          | Бишкекский троллейбус                                                  | ТролЗа-5275.03 «Оптима» | 37 единиц                                               |
| Кыргызстан                 | Ош              | Ошский троллейбус                                                      | ТролЗа-5275.03 «Оптима» | 23 единицы                                              |
| Россия                     | Альметьевск     | МУП «Альметьевское Троллейбусное Управление»                           | ТролЗа-5275.03 «Оптима» | 5 единиц                                                |
| Россия                     | Армавир         | МП города Армавира «Троллейбусное управление»                          | ТролЗа-5275.03 «Оптима» | 1 единица                                               |
| Россия                     | Брянск          | МУП «Брянское троллейбусное управление»                                | ТролЗа-5275.03 «Оптима» | 3 единицы, учебные                                      |
| Россия                     | Видное          | МУП «Видновский троллейбусный парк»                                    | ТролЗа-5275.03 «Оптима» | 2 единицы                                               |
| Россия                     | Видное          | МУП «Видновский троллейбусный парк»                                    | ТролЗа-5275.07 «Оптима» | 2 единицы                                               |
| Россия                     | Владимир        | АО «Владимирпассажиртранс»                                             | ТролЗа-5275.05 «Оптима» | 10 единиц                                               |
| Россия                     | Волгоград       | МУП «Метроэлектротранс»                                                | ТролЗа-5275.03 «Оптима» | 50 единиц (1 сгорел)                                    |
| Россия                     | Волгоград       | МУП «Метроэлектротранс»                                                | ТролЗа-5275.05 «Оптима» | 5 единиц                                                |
| Россия                     | Воронеж         | МКП МТК «Воронежпассажиртранс»                                         | ТролЗа-5275.03 «Оптима» | 1 единица                                               |
| Россия                     | Дзержинск       | МУП «Экспресс»                                                         | ТролЗа-5275.05 «Оптима» | 1 единица                                               |
| Россия                     | Екатеринбург    | ЕМУП «ТТУ»                                                             | ТролЗа-5275.07 «Оптима» | 5 единиц                                                |
| Россия                     | Иваново         | МУП «ИПТ»                                                              | ТролЗа-5275.07 «Оптима» | 3 единицы                                               |
| Россия                     | Йошкар-Ола      | Муниципальное предприятие «Троллейбусный Транспорт»                    | ТролЗа-5275.03 «Оптима» | 2 единицы                                               |
| Россия                     | Казань          | МУП «Метроэлектротранс»                                                | ТролЗа-5275.03 «Оптима» | 139 единиц (2 служебные)                                |
| Россия                     | Казань          | МУП «Метроэлектротранс»                                                | ТролЗа-5275.05 «Оптима» | 3 единицы (выведены из эксплуатации)                    |
| Россия                     | Казань          | МУП «Метроэлектротранс»                                                | ТролЗа-5275.07 «Оптима» | 1 единица (списан)                                      |
| Россия                     | Калининград     | МКП «Калининград-ГОРТРАНС»                                             | ТролЗа-5275.05 «Оптима» | 10 единиц                                               |
| Россия                     | Калуга          | МУП ГЭТ «Управление Калужского троллейбуса»                            | ТролЗа-5275.03 «Оптима» | 15 единиц                                               |
| Россия                     | Кемерово        | АО «Кемеровская электротранспортная компания»                          | ТролЗа-5275.05 «Оптима» | 4 единицы (Все списаны)                                 |
| Россия                     | Ковров          | ООО «Управление троллейбусного транспорта города Коврова»              | ТролЗа-5275.03 «Оптима» | 7 единиц                                                |
| Россия                     | Кострома        | МУП «Троллейбусное управление»                                         | ТролЗа-5275.05 «Оптима» | 30 единиц                                               |
| Россия                     | Краснодар       | МУП «Краснодарское трамвайно-троллейбусное управление»                 | ТролЗа-5275.03 «Оптима» | 10 единиц                                               |
| Россия                     | Краснодар       | МУП «Краснодарское трамвайно-троллейбусное управление»                 | ТролЗа-5275.05 «Оптима» | 5 единиц                                                |
| Россия                     | Краснодар       | МУП «Краснодарское трамвайно-троллейбусное управление»                 | ТролЗа-5275.07 «Оптима» | 26 единиц                                               |
| Россия                     | Красноярск      | МП «Городской транспорт»                                               | ТролЗа-5275.05 «Оптима» | 1 единица                                               |
| Россия                     | Майкоп          | МУП «Майкопское троллейбусное управление»                              | ТролЗа-5275.03 «Оптима» | 7 единиц                                                |
| Россия                     | Махачкала       | МУП «Махачкалинское троллейбусное управление»                          | ТролЗа-5275.03 «Оптима» | 2 единицы                                               |
| Россия                     | Москва          | ГУП «Мосгортранс»                                                      | ТролЗа-5275.05 «Оптима» | 6 единиц (36 списано)                                   |
| Россия                     | Новороссийск    | МУП «Муниципальный пассажирский транспорт Новороссийска»               | ТролЗа-5275.03 «Оптима» | 3 единицы                                               |
| Россия                     | Новосибирск     | МКП «ГЭТ»                                                              | ТролЗа-5275.05 «Оптима» | 23 единицы                                              |
| Россия                     | Новосибирск     | МКП «ГЭТ»                                                              | ТролЗа-5275.06 «Оптима» | 29 единиц                                               |
| Россия                     | Омск            | МП «Электрический транспорт»                                           | ТролЗа-5275.03 «Оптима» | 10 единиц                                               |
| Россия                     | Пермь           | МУП «Горэлектротранс»                                                  | ТролЗа-5275.05 «Оптима» | 1 единица                                               |
| Россия                     | Подольск        | МУП «Подольский Троллейбус»                                            | ТролЗа-5275.03 «Оптима» | 2 единицы                                               |
| Россия                     | Самара          | МП «Самарское трамвайно-троллейбусное управление»                      | ТролЗа-5275.05 «Оптима» | 1 единица                                               |
| Россия                     | Санкт-Петербург | ГУП «Горэлектротранс»                                                  | ТролЗа-5275.03 «Оптима» | 6 единиц                                                |
| Россия                     | Саранск         | МП «Горэлектротранс»                                                   | ТролЗа-5275.03 «Оптима» | 37 единиц                                               |
| Россия                     | Саранск         | МП «Горэлектротранс»                                                   | ТролЗа-5275.07 «Оптима» | 20 единиц                                               |
| Россия                     | Саратов         | МУПП «Саратовгорэлектротранс»                                          | ТролЗа-5275.03 «Оптима» | 7 единиц                                                |
| Россия                     | Саратов         | МУПП «Саратовгорэлектротранс»                                          | ТролЗа-5275.05 «Оптима» | 39 единиц (1 списан)                                    |
| Россия                     | Саратов         | МУПП «Саратовгорэлектротранс»                                          | ТролЗа-5275.06 «Оптима» | 20 единиц                                               |
| Россия                     | Смоленск        | Смоленское муниципальное унитарное трамвайно-троллейбусное предприятие | ТролЗа-5275.03 «Оптима» | 7 единиц                                                |
| Россия                     | Смоленск        | Смоленское муниципальное унитарное трамвайно-троллейбусное предприятие | ТролЗа-5275.06 «Оптима» | 3 единицы                                               |
| Россия                     | Тамбов          | МУП «Тамбовгортранс»                                                   | ТролЗа-5275.03 «Оптима» | 2 единицы                                               |
| Россия                     | Тамбов          | МУП «Тамбовгортранс»                                                   | ТролЗа-5275.07 «Оптима» | 3 единицы                                               |
| Россия                     | Тверь           | МУП «Городской электротранспорт»                                       | ТролЗа-5275.03 «Оптима» | 6 единиц                                                |
| Россия                     | Тверь           | МУП «Городской электротранспорт»                                       | ТролЗа-5275.05 «Оптима» | 26 единиц                                               |
| Россия                     | Тольятти        | МП Тольяттинское троллейбусное управление                              | ТролЗа-5275.03 «Оптима» | 15 единиц                                               |
| Россия                     | Тольятти        | МП Тольяттинское троллейбусное управление                              | ТролЗа-5275.05 «Оптима» | 1 единица                                               |
| Россия                     | Тольятти        | МП Тольяттинское троллейбусное управление                              | ТролЗа-5275.07 «Оптима» | 5 единиц                                                |
| Россия                     | Томск           | «ТГУ МП Трамвайно-троллейбусное управление»                            | ТролЗа-5275.05 «Оптима» | 10 единиц (5 списаны)                                   |
| Россия                     | Тула            | МКП «Тулгорэлектротранс»                                               | ТролЗа-5275.03 «Оптима» | 1 единица                                               |
| Россия                     | Ульяновск       | МУП «Ульяновскэлектротранс»                                            | ТролЗа-5275.03 «Оптима» | 14 единиц                                               |
| Россия                     | Ульяновск       | МУП «Ульяновскэлектротранс»                                            | ТролЗа-5275.07 «Оптима» | 5 единиц                                                |
| Россия                     | Хабаровск       | МУП «Городской Электрический Транспорт»                                | ТролЗа-5275.03 «Оптима» | 2 единицы                                               |
| Россия                     | Чита            | МП «Троллейбусное управление»                                          | ТролЗа-5275.03 «Оптима» | 13 единиц                                               |
| Россия                     | Чита            | МП «Троллейбусное управление»                                          | ТролЗа-5275.07 «Оптима» | 14 единиц                                               |
| Россия                     | Энгельс         | МУП «Пассажирские перевозки»                                           | ТролЗа-5275.06 «Оптима» | 11 единиц                                               |
| Россия                     | Ярославль       | АО «Яргорэлектротранс»                                                 | ТролЗа-5275.07 «Оптима» | 14 единиц                                               |
| Россия/ Украина            | Севастополь     | ГУП «СевЭлектроАвтоТранс»                                              | ТролЗа-5275.03 «Оптима» | 2 единицы                                               |
| Россия/ Украина            | Севастополь     | ГУП «СевЭлектроАвтоТранс»                                              | ТролЗа-5275.07 «Оптима» | 1 единица                                               |
| Сербия                     | Белград         | ГСП «Белград»                                                          | ТролЗа-5275.05 «Оптима» | 1 единица (списан)                                      |
| Таджикистан                | Душанбе         | КП «Душанбенаклиётхадамотрасон»                                        | ТролЗа-5275.03 «Оптима» | 56 единиц (часть троллейбусов была дособрана в Душанбе) |

## Комментарии
1. ↑  единственная машина, ныне списана